# Tikvovke
Tikvovke (tikvenjače, lat. Cucurbitaceae), biljna porodica iz reda Cucurbitales koja obuhvaća 134 roda čiji je najpoznatiji predstavnici rodovi Cucurbita (tikve, buće i bundeve) i Cucumis (krastavci i dinje). Većina poznatijih rodova porijeklom je iz Amerike (Cucurbita), a iz tropskog dijela Azije je porijeklom krastavac iz roda Cucumis.
Plodovi porodice Cucurbitaceae su sočni a cvjetovi jednospolni
Thorneov i Cronquistov sustav klasificirali su je u red ljubicolike (Violales). 

## Opis porodice
Cucurbitaceae su porodica cvjetnica, koja pripada redu Cucurbitales i sadrži 98 rodova i oko 975 vrsta prehrambenih i ukrasnih biljaka. Članovi porodice jednogodišnje su ili višegodišnje biljke porijeklom iz umjerenih i tropskih područja, a uključuju krastavce, tikve, dinje, squash i bundeve. Većina vrsta iznimno je osjetljiva na temperature blizu smrzavanja, što je faktor koji ograničava njihovu geografsku rasprostranjenost i područje uzgoja. Tikvice općenito imaju nizak sadržaj hranjivih tvari, a izuzetak su zimske tikvice (određene sorte Cucurbita maxima, C. moschata i C. pepo).
Većina vrsta su brzorastuće polegnute ili penjačke loze s dugim drškastim dlanastim listovima koji se izmjenjuju duž stabljike. Sa strane lisne peteljke kod jednogodišnjih vrsta nalazi se jednostavna, često razgranata, spiralno uvijena vitica. Većina ga botaničara općenito smatra modificiranim izdanakom i služi za podupiranje stabljika loze. Većina vrsta ima jednospolne cvjetove koji se nalaze u pazušcima listova i imaju pet bijelih ili žutih latica. U svakom cvijetu ima pet čašica; muški cvjetovi imaju do pet prašnika, često sraslih ili složeno spojenih, a ženski obično imaju tri karpela. Poznat kao pepo, plod većine vrsta je mesnata tikva s mnogo sjemenki i čvrstom korom, koja često dostiže znatnu veličinu. Sjemenke su spljoštene, a neke, poput onih koje proizvodi “javanski krastavac” (Alsomitra macrocarpa), imaju prekrasna krilca koja pomažu u širenju.
Neke vrste iz roda Cucurbitaceae ljudi su uzgajali tisućljećima i sada su raširene diljem svijeta. Citrullus lanatus (lubenica) porijeklom je iz tropske i suptropske Afrike, a uzgajala se u Egiptu u prapovijesti. Pulpa osušenog voća drugih vrsta Citrullusa je purgativ.
Veliki rod krastavac (Cucumis) daje kornišone, dinje i krastavce. Zapadnoindijski kornišoni (C. anguria) obično se koriste kao kiseli krastavci, ali se također jedu kao kuhano povrće i koriste se u curryjima; vrsta je porijeklom iz Afrike. C. melo, je također iz Afrike, proizvodi nekoliko vrsta dinja, uključujući dinje, mošusne dinje, zimske dinje i dinje medljike. Plodovi C. sativus (krastavac) jedu se kao povrće ili se (u nezrelom obliku) prave kiseli krastavci. Ova je biljka možda udomaćena u sjevernoj Indiji.
Buća ili Cucurbita je podrijetlom iz Novog svijeta i proizvodi razne tikve, dinje, tikvice i bundeve. Poljoprivredni sustav u većem dijelu pretkolumbovske Amerike temeljio se na tikvicama, grahu i kukuruzu (kukuruzu). C. pepo, čije sorte daju ljetnu tikvu, zimsku tikvu, tikvice (tikvice), običnu bundevu i ukrasne tikve, uzgajala se prije čak 10 000 godina na području današnjeg Meksika.
Tvrde suhe ljuske zrelih plodova obične tikvice, Lagenaria siceraria, koriste se za izradu zdjela, kutlača, žlica i mnoge druge posude. “Luffah” (Luffa aegyptica), ili biljna spužva, ima mrežu vaskularnih snopova u plodu koji izgleda slično strukturi morske spužve. Momordica charantia (gorka dinja) je sastojak curryja ili ukiseljenog voća. Sechium edule (meksički krastavac,  “chayote”), koji je porijeklom iz današnjeg Meksika i Srednje Amerike, daje veliki plod u obliku kruške sa samo jednom sjemenkom (neobična značajka u redu), kao i velikim gomoljastim korijenom, oboje se koristi kao povrće. Trichosanthes cucumerina, također poznat kao T. anguina (zmijska tikva), ima plodove duljine do 2 metra (6,5 stopa); odavno se uzgaja od Indije do istočne Azije.

## Tribusi
1. Tribus Gomphogyneae Benth. & Hook. fil.
  1. Alsomitra (Blume) M. Roem. (1 sp.)
  2. Bayabusua W. J. J. O. De Wild. (1 sp.)
  3. Gynostemma Blume (17 spp.)
  4. Neoalsomitra Hutch. (14 spp.)
  5. Gomphogyne Griff. (6 spp.)
  6. Hemsleya Cogn. ex F. B. Forbes & Hemsl. (28 spp.)
2. Tribus Actinostemmateae H. Schaef. & S. S. Renner
  1. Actinostemma Griff. (3 spp.)
3. Tribus Zanonieae Benth. & Hook. fil.
  1. Gerrardanthus Harv. ex Benth. & Hook. (5 spp.)
  2. Xerosicyos Humbert (6 spp.)
  3. Zanonia L. (2 spp.)
  4. Siolmatra Baill. (2 spp.)
4. Tribus Triceratieae A. Rich.
  1. Anisosperma Silva Manso (1 sp.)
  2. Fevillea L. (7 spp.)
  3. Cyclantheropsis Harms (3 spp.)
  4. Sicydium Schltdl. (9 spp.)
  5. Pteropepon (Cogn.) Cogn. (6 spp.)
5. Tribus Indofevilleae H. Schaef. & S. S. Renner
  1. Indofevillea Chatterjee (2 spp.)
6. Tribus Thladiantheae H. Schaef. & S. S. Renner
  1. Baijiania A. M. Lu & J. Q. Li (1 sp.)
  2. Thladiantha Bunge (26 spp.)
  3. Sinobaijiania C. Jeffrey & W. J. De Wild. (5 spp.)
7. Tribus Siraitieae H. Schaef. & S. S. Renner
  1. Siraitia Merr. (4 spp.)
8. Tribus Momordiceae H. Schaef. & S. S. Renner
  1. Momordica L. (49 spp.)
9. Tribus Joliffieae Schrad.
  1. Cogniauxia Baill. (2 spp.)
  2. Telfairia Hook. (3 spp.)
  3. Ampelosicyos Thouars (5 spp.)
10. Tribus Bryonieae Dumort.
  1. Ecballium A. Rich. (1 sp.)
  2. Bryonia L. (11 spp.)
  3. Austrobryonia H. Schaef. (4 spp.)
11. Tribus Sicyoeae Schrad.
  1. Nothoalsomitra Telford (1 sp.)
  2. Luffa Mill. (7 spp.)
  3. Trichosanthes L. (117 spp.)
  4. Hodgsonia Hook. fil. & Thomson (2 spp.)
  5. Linnaeosicyos H. Schaef. & Kocyan (1 sp.)
  6. Cyclanthera Schrad. (47 spp.)
  7. Hanburia Seem. (7 spp.)
  8. Echinopepon Naudin (19 spp.)
  9. Frantzia Pittier (6 spp.)
  10. Sicyos L. (61 spp.)
  11. Sicyosperma A. Gray (1 sp.)
  12. Sicyocaulis Wiggins (1 sp.)
  13. Sechium P. Browne (5 spp.)
  14. Microsechium Naudin (2 spp.)
  15. Parasicyos Dieterle (2 spp.)
  16. Sechiopsis Naudin (5 spp.)
  17. Marah Kellogg (8 spp.)
  18. Echinocystis Torr. & A. Gray (1 sp.)
12. Tribus Schizopeponeae C. Jeffrey
  1. Schizopepon Maxim. (8 spp.)
  2. Herpetospermum Wall. (4 spp.)
13. Tribus Coniandreae Endl. ex M. Roem.
  1. Eureiandra Hook. fil. (8 spp.)
  2. Bambekea Cogn. (1 sp.)
  3. Dendrosicyos Balf. fil. (1 sp.)
  4. Trochomeriopsis Cogn. (1 sp.)
  5. Seyrigia Keraudren (6 spp.)
  6. Corallocarpus Welw. ex Benth. & Hook. fil. (14 spp.)
  7. Kedrostis Medik. (23 spp.)
  8. Cucurbitella Walp. (1 sp.)
  9. Apodanthera Arn. (34 spp.)
  10. Melothrianthus Mart. Crov. (1 sp.)
  11. Ibervillea Greene (7 spp.)
  12. Dieterlea Lott (2 spp.)
  13. Tumamoca Rose (2 spp.)
  14. Halosicyos Mart. Crov. (1 sp.)
  15. Ceratosanthes Burm. ex Adans. (9 spp.)
  16. Doyerea Grosourdy (1 sp.)
  17. Wilbrandia Silva Manso (6 spp.)
  18. Helmontia Cogn. (4 spp.)
  19. Psiguria Neck. (9 spp.)
  20. Gurania (Schltdl.) Cogn. (39 spp.)
14. Tribus Cucurbiteae Dumort.
  1. Polyclathra Bertol. (1 sp.)
  2. Cucurbita L. (17 spp.)
  3. Peponopsis Naudin (1 sp.)
  4. Penelopeia Urb. (2 spp.)
  5. Sicana Naudin (4 spp.)
  6. Calycophysum H. Karst. & Triana (4 spp.)
  7. Cionosicys Griseb. (4 spp.)
  8. Tecunumania Standl. & Steyerm. (2 spp.)
  9. Schizocarpum Schrad. (9 spp.)
  10. Abobra Naudin (1 sp.)
  11. Cayaponia Silva Manso (81 spp.)
15. Tribus Benincaseae Ser.
  1. Zehneria Endl. (74 spp.)
  2. Papuasicyos Duyfjes (8 spp.)
  3. Scopellaria W. J. De Wild. & Duyfjes (2 spp.)
  4. Citrullus Schrad. ex Eckl. & Zeyh. (7 spp.)
  5. Raphidiocystis Hook. fil. (5 spp.)
  6. Peponium Engl. (20 spp.)
  7. Lagenaria Ser. (6 spp.)
  8. Indomelothria W. J. De Wild. & Duyfjes (2 spp.)
  9. Acanthosicyos Welw. ex Hook. fil. (1 sp.)
  10. Cephalopentandra Chiov. (1 sp.)
  11. Lemurosicyos Keraudren (1 sp.)
  12. Borneosicyos W. J. J. O. De Wild. (1 sp.)
  13. Solena Lour. (2 spp.)
  14. Benincasa Savi (2 spp.)
  15. Blastania Kotschy & Peyr. (2 spp.)
  16. Dactyliandra (Hook. fil.) Hook. fil. (2 spp.)
  17. Ctenolepis Hook. fil. (1 sp.)
  18. Khmeriosicyos W. J. De Wild. & Duyfjes (1 sp.)
  19. Trochomeria Hook. fil. (7 spp.)
  20. Ruthalicia C. Jeffrey (2 spp.)
  21. Melothria L. (15 spp.)
  22. Diplocyclos (Endl.) Post & Kuntze (4 spp.)
  23. Coccinia Wight & Arn. (31 spp.)
  24. Muellerargia Cogn. (2 spp.)
  25. Cucumis L. (62 spp.)

## Ostali rodovi
- Selysia Cogn., sinonim za Cayaponia Silva Manso

## Vanjske poveznice
- Anat Avital and Harry S. Paris, 2014, 'Cucurbits depicted in Byzantine mosaics from Israel, 350–600 CE', Annals of Botany 114: pp. 203-22.  Arhivirana inačica izvorne stranice od 22. prosinca 2015. (Wayback Machine) (engl.)